# Курсел Шоси
Курсел Шоси (фр. Courcelles-Chaussy) насеље је и општина у североисточној Француској у региону Лорена, у департману Мозел која припада префектури Мец Кампањ.
По подацима из 2011. године у општини је живело 3049 становника, а густина насељености је износила 160,3 становника/km². Општина се простире на површини од 19,02 km². Налази се на средњој надморској висини од 220 метара (максималној 307 m, а минималној 207 m).

## Демографија
| 1962. | 1968. | 1975. | 1982. | 1990. | 1999. | 2011. |
| ----- | ----- | ----- | ----- | ----- | ----- | ----- |
| 1.316 | 1.321 | 1.708 | 2.263 | 2.365 | 2.392 | 3.049 |

График промене броја становника у току последњих година